# Carl von Beaulieu-Marconnay

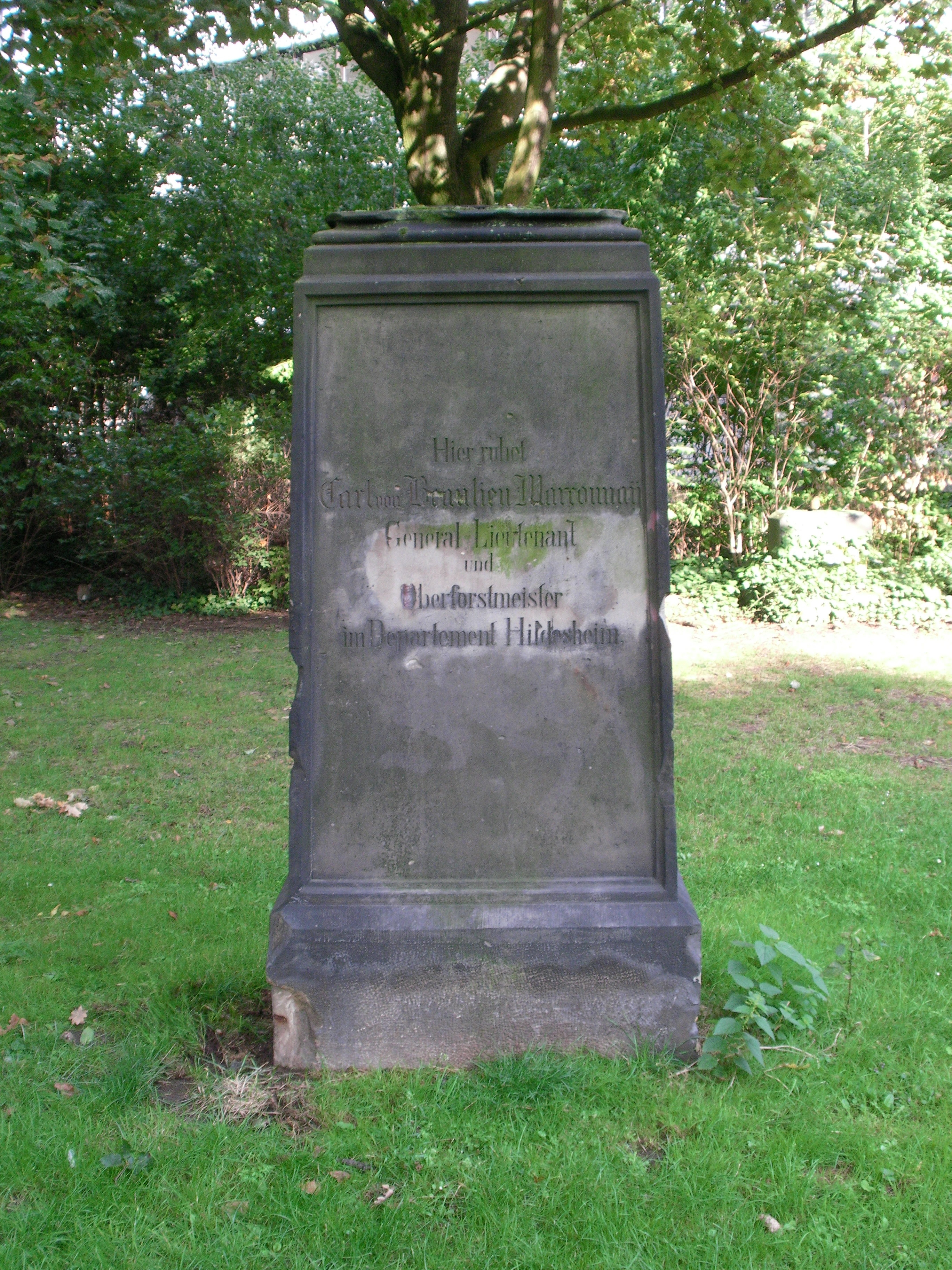
Grabmal auf dem Marienfriedhof in Hildesheim

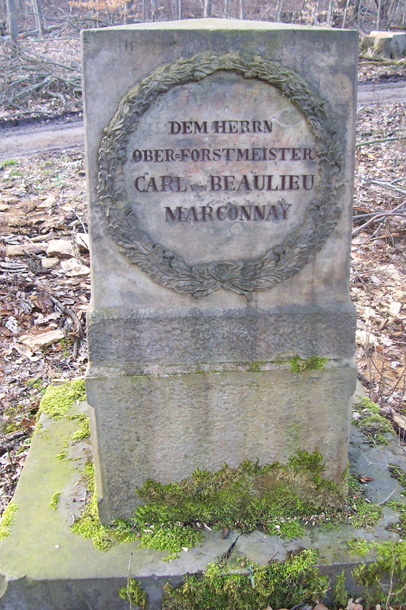
Frontansicht des Gedenksteins von 1845

Carl Freiherr von Beaulieu-Marconnay (* 18. Februar 1777 in Celle; † 10. November 1855 in Marienrode) war ein königlich hannoverscher Generalleutnant und Forstmann.

## Familie
Carl Freiherr von Beaulieu-Marconnay entstammte dem hannoverschen Zweig des ursprünglich französischen Adelsgeschlechts Beaulieu-Marconnay. Seine Vorfahren waren durch die Aufhebung des Edikts von Nantes im 17. Jahrhundert gezwungen, ihre Heimat zu verlassen und siedelten sich in Deutschland an. Carl besuchte als Zögling Nr. 25 die Erziehungsanstalt Schnepfenthal. Sein Bruder war der Oldenburgische Geheime Kabinettsrat Wilhelm Ernst von Beaulieu-Marconnay (1786–1859), Mitglied des Oldenburgischen Staatsministeriums.
Im Jahr 1804 heiratete er Henriette Gräfin von Egloffstein. Gemeinsam mit den drei Töchtern der Gräfin von Egloffstein aus ihrer ersten Ehe pflegte das Ehepaar – nach dem Vorbild des Weimarer „Musenhofes“ – in Misburg einen literarischen Zirkel, zu dem beispielsweise auch August Kestner zählte.

## Wirken
Als der Oberförster Christian Friedrich Anton Cropp in Misburg vor Hannover am 10. Januar 1803 gestorben war, übernahm von Beaulieu-Marconnay das 1701 errichtete und 1752 zum Sitz des Oberförsteramtes erhobenen Misburger Forsthaus. Als hannoverscher Oberstleutnant trat er dann im Frühjahr 1813 als Kommandeur in das Feldjägercorps Von Kielmansegg, eine Einheit der leichten Infanterie, ein. Im Rahmen der Befreiungskriege kämpfte er am 9. und 12. Mai 1813 bei Wilhelmsburg, am 26. August bei Quickborn und Dannenberg und nahm an der Schlacht an der Göhrde am 16. September teil. Im Oktober 1813 schied Beaulieu-Marconnay aus dem Feldjägercorps Von Kielmansegg aus, um sein eigenes Jäger-Bataillon mit zwei Kompanien aufzustellen. Die nach ihm Beaulieuschen Jäger benannte Einheit, eigentlich das Grubenhagensche Jägerbataillon nach der Burg Grubenhagen bei Einbeck, wurde auch Harzer Schützencorps genannt und wurde im Januar 1814 in das 9. Infanterie-Regiment Grubenhagen eingegliedert. Beaulieu-Marconnay kämpfte dann bei Schwarzenbek und Moorburg am 5., 13. und 26. April und verlegte ab dem 21. Juni nach Belgien. Am 17. September erreichte er Antwerpen. Einer seiner Adjutanten war Ernst Schulze, der Dichter der „Bezauberten Rose“.
Nach dem Ende des Krieges wurde Beaulieu-Marconnay zum General der hannoverschen Armee ernannt und zum Dank für seine Dienste in den Befreiungskriegen überließ ihm die hannoversche Regierung 1815 das säkularisierte Kloster Marienrode bei Hildesheim, das bis zu seinem Lebensende Wohnsitz der Familie wurde. Dort trat als Oberforstmeister des Oberforstdistrikts Hildesheim auch wieder in den Forstdienst ein. In dieser Stellung galt sein besonderes Interesse der Kultur der Staatsforsten sowie der Regelung der Gemeindeforsten und er war maßgeblich an der Aufforstung des Berghölzchens und des Hildesheimer Walds beteiligt.

## Rezeption und Ehrungen
Für die Verdienste um die Gemeindeforsten wurde Carl von Beaulieu-Marconnay am 25. November 1845 das Ehrenbürgerrecht der Stadt Hildesheim verliehen. 1928 benannte die Stadt die Straße am Abhang des Berghölzchens nach ihm, doch wurde diese Benennung 1939 aufgehoben und auf die heutige Beaulieustraße in Hildesheim-Neuhof übertragen.
Oberhalb von Marienrode steht am Waldrand ihm zu Ehren ein Gedenkstein, gerahmt ursprünglich von vier Eichen, die laut Inschrift am 25. November 1845 anlässlich des 50-jährigen Förster-Dienstjubiläums vom Kloster-Forstamt Marienrode gepflanzt wurden.
1813 veröffentlichte sein Kriegskamerad Carl Julius Blumenhagen das Jägerlied - Dem Königl. Großbritt. Obristlieutenant und Oberforstmeister Herrn von Beaulieu in tiefer Hochachtung.
Der erste Biograph von 1875 war Karl von Beaulieu-Marconnay (1811–1889), ein Neffe von Carl von Beaulieu-Marconnay. 2021 veröffentlichte der Hildesheimer Lokalhistoriker Hans-Ullrich Kaether die letzte Biographie.